# No. 44 (Royal Marines) Commando
No. 44 (Royal Marines) Commando je bil Commando Oboroženih sil Združenega kraljestva, ki so ga sestavljali kraljevi marinci.

## Zgodovina
Enota je bila ustanovljena avgusta 1943. Poslana je bila na Daljni Vzhod..